# Mako (pocisk hipersoniczny)
Mako – amerykański pocisk hipersoniczny przeznaczony dla bojowych taktycznych platform lotniczych, w tym zwłaszcza samolotów stealth jak F-35 Lightning II i F-22 Raptor, a także samolotów uderzeniowych Boeing F/A-18E/F Super Hornet i EA-18G Growler oraz Lockheed Martin F-16 Fighting Falcon. Mako jest bronią hipersoniczną zaprojektowaną do przenoszenia w komorach wewnętrznych F-35 i innych samolotów o obniżonej sygnaturze radarowej, do zwalczania celów powierzchniowych, w tym celów lądowych i morskich.
Większość informacji technicznych nie została ujawniona, nie znany jest dokładny zasięg pocisku, jego prędkość maksymalna oraz rodzaj zastosowanego w nim układu naprowadzania. Lockheed Martin ujawnił jedynie, że pocisk ma około 4 metrów długości i 33 centymetry średnicy, oraz masę całkowitą 590 kg. Mieści też głowicę bojową o masie 50 kg.

## Geneza
Rozwój pocisku został rozpoczęty wraz z uruchomieniem przez United States Air Force programu „Stand In Attack Weapon” (SiAW), zmierzającego do zapewnienia amerykańskim siłom powietrznym zdolności do uderzenia na cele przeciwnika będące elementami jego strefy antydostepowej. Ostatecznie jako dostawcę nowego systemu wybrany został Northrop Grumman, USAF nie zdecydowała się natomiast na udział Lockheeda Martina w programie. Przedsiębiorstwo kontynuowało jednak prace samodzielnie na własny koszt, we współpracy z przedsiębiorstwem CoAspire, starając się jednocześnie zainteresować nowym pociskiem amerykańską marynarkę wojenną. W kwietniu 2024 roku, Lockheed Martin ujawnił istnienie pocisku podczas konferencji Sea Air Space. Według udzielonych informacji, prace nad nim zajęły siedem lat, pocisk został przetestowany na różnych platformach lotniczych, w tym na samolotach F-35, F-22, F-16, F/A-18 Super Hornet, Growler i P-8 Poseidon, jest też sprawny i gotowy do produkcji. Mimo gotowości pocisku do produkcji, US Navy wpisała pocisk do rejestru gotowych do użycia technologii oczekujących na finansowanie (Other Transaction Agreement, OTA). Pentagon przyznał Mako status 6 stopnia gotowości technicznej (technical readiness level 6) lub wyższy, co w administracji systemu zakupów amerykańskiego Departamentu Obrony oznacza najwyższy stopień gotowości systemu do produkcji.

## Konstrukcja
Większość informacji o nowym pocisku pozostaje niejawna. Wiadomo natomiast, że celem zmieszczenia w wewnętrznej komorze uzbrojenia, przy łącznej masie 590 kg, pocisk ma 4 metry długości i 33 cm średnicy. Nie jest znany zasięg pocisku, na podstawie jednak wymagań technicznych w programie SiAW, można wnioskować ze wynosi on co najmniej 300-350 km. Wyposażony jest w głowicę bojową o masie 50 kg. Według nieoficjalnych komentarzy w mediach (nie potwierdzonych przez Lockheed Martin), pocisk manewruje za pomocą niewielkich płaszczyzn sterowych w ogonie pocisku, lub też za pomocą dysz z wektorowanym ciągiem. Według informacji pochodzących od producenta, mimo że nowy pocisk został opracowany do przenoszenia na platformie lotniczej, może być również łatwo przystosowany do wystrzeliwania z platform lądowych, morskich, a nawet spod wody.
Podobnie jak pociski balistyczne, Mako napędzany jest silnikiem rakietowym na paliwo stałe, w przeciwieństwie jednak do pocisków balistycznych nie porusza się po trajektorii balistycznej, lecz płaskim lotem na dużym pułapie z częstymi manewrami w zależności od potrzeb misji. Jego bardzo wysoka prędkość i manewrowośc umożliwiają mu penetrowanie obszarów objetych obroną przeciwrakietową, z prędkością hipersoniczną lub poniżej jej granicy, w zależności od potrzeb misji.
Nazwa Mako wywodzi się od angielskiej nazwy gatunku najszybszego rekina, Isurusa z rodziny lamnowatych.